# Hechenberg (Dietramszell)

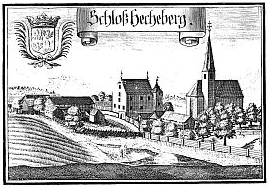
Schloss und Kirche Hechenberg auf einem Stich von Michael Wening (1645–1718)

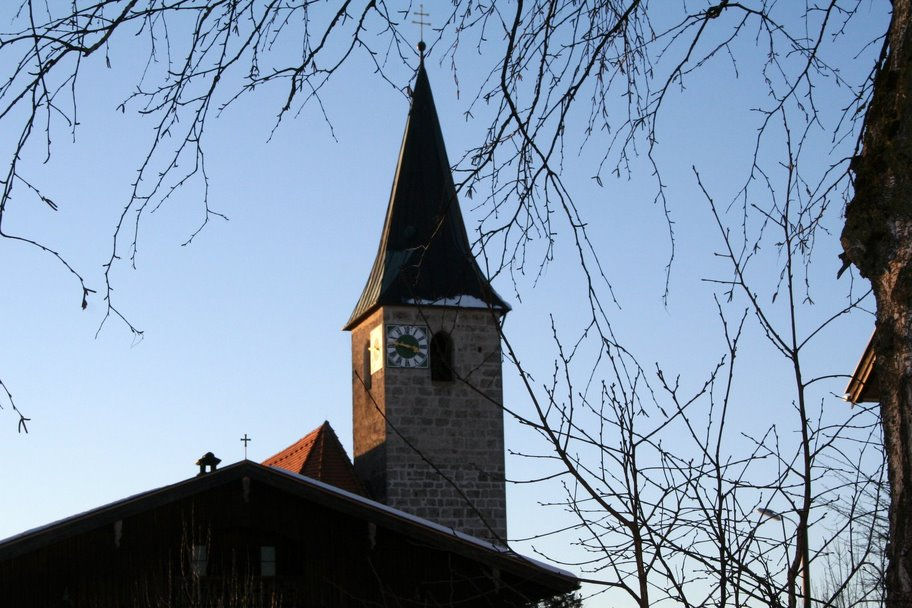
Blick auf den Kirchturm von St. Valentin hinter dem Kirchbauernhof

Ehemaliges Bauernhaus

Hechenberg ist ein Ortsteil von Dietramszell im oberbayerischen Landkreis Bad Tölz-Wolfratshausen.

## Geschichte
Die Siedlung Hechenberg besteht bereits seit dem Mittelalter. Erste Erwähnungen des Orts „Hohinperc“ erfolgten 776 und 825. Zwischen 970 und ca. 1080 tauchen (vermutlich 2–3 verschiedene) Richer von Hohenberg in mehreren Urkunden der Klöster Ebersberg und Tegernsee als Zeugen auf. Die Spuren des Turmhügels (Turmhügel Hechenberg) und der ehemaligen Wasserburg der Herren von Hechenberg sind als Bodendenkmal noch zu erkennen. 1594 wurde in unmittelbarer Nachbarschaft das, noch heute erhaltene, neue Schloss gebaut.
Als die Gemeinde Kirchbichl, zu der Hechenberg gehörte, im Zuge der Gebietsreform am 1. Mai 1978 ihre Selbstständigkeit verlor, kam Hechenberg zu Dietramszell.

## Baudenkmäler
- Pfarrkirche „St. Valentin“, spätgotisch, Chor und Turm stammen aus der ersten Hälfte des 15. Jahrhunderts, 1732 modernisiert. Außerdem: malerische Friedhofsmauer aus Tuffstein, 17./18. Jahrhundert
- Ehemaliges Schloss Hechenberg, 1594, im Barock überarbeitet
- Pfarrhaus mit flachem Walmdach, 1832
- Ehemaliges Bauernhaus („Kirchbauer“) mit Blockbau-Obergeschoss, 1760–80